# ジロー・オペラ賞
ジロー・オペラ賞（GIRAUD OPERA）は、かつて存在したジローレストランシステム社長である沖広治が創設したオペラ賞である。

## 概要
沖広治は、「私の事務所の地下で東京室内歌劇場の練習するのを見て、オペラを上演するということは、歌手たちに膨大なエネルギーを要求することが理解できるようになり、その歌手の方々に少しでもオペラファンとして報いてあげたいと思い、遠山一行先生や畑中良輔先生と相談して、オペラ賞を設定した次第です。」と述懐している。
沖はジローレストランシステム株式会社を引退するに当たり、第二国立劇場（現新国立劇場）のオープンまでは、絶対にこのオペラ賞を続けることを条件とした。
第二国立劇場オープンこそが、藤原義江から中山悌一らに受け継がれた日本人のオペラ歌手の活動の発展と希望の象徴であった。
1997年10月、新国立劇場オープンと同時に、ジローオペラ賞は25年の授賞活動を終え、日本人オペラ歌手の活動の発展を切望した沖の夢は、新国立劇場に託された。

## 受賞者
| 第                                | 開催年度 | オペラ大賞          | オペラ賞                                              | 新人賞                       | 特別賞                                                            |
| --------------------------------- | -------- | ------------------- | ----------------------------------------------------- | ---------------------------- | ----------------------------------------------------------------- |
| 第01回 ウィンナーワルド・オペラ賞 | 1973年度 | 木村俊光            | 荘智世恵 高橋大海                                     |                              |                                                                   |
| 第02回 ウィンナーワルド・オペラ賞 | 1974年度 |                     | 常森寿子 大川隆子 長野羊奈子 小田清                   |                              |                                                                   |
| 第03回 ウィンナーワルド・オペラ賞 | 1975年度 |                     | 島田祐子 中村健 久岡昇 竹沢嘉明 高橋英朗              |                              | 大分県民オペラ                                                    |
| 第04回 ウィンナーワルド・オペラ賞 | 1976年度 | 平野忠彦            | 林康子 鈴木寛一 三木稔                                |                              | こんにゃく座                                                      |
| 第05回 ウィンナーワルド・オペラ賞 | 1977年度 | 中沢桂              | 常森寿子 志村年子                                     |                              |                                                                   |
| 第06回 ウィンナーワルド・オペラ賞 | 1978年度 | 戸田敏子            | 中村邦子 粟國安彦                                     |                              |                                                                   |
| 第07回 ウィンナーワルド・オペラ賞 | 1979年度 | 河原洋子            | 林ひろみ 安念千重子 大島幾雄 勝部太 池田直樹          |                              |                                                                   |
| 第08回 ウィンナーワルド・オペラ賞 | 1980年度 | 伊原直子            | 片岡啓子 本宮寛子 高丈二 竹沢嘉明                     |                              | 「虎月傳」製作・上演関係者                                        |
| 第09回 ウィンナーワルド・オペラ賞 | 1981年度 |                     | 浦野りせ子 毛利純子 松本進 佐藤征一郎                 |                              | 国立音楽大学オペラ委員会                                          |
| 第10回 ウィンナーワルド・オペラ賞 | 1982年度 | 林康子              | 栗山昌良 木村宏子 ウイリアム・ウー 高橋啓三           | 松井和彦                     |                                                                   |
| 第11回ジロー・オペラ賞            | 1983年度 | 栗山昌良            | 豊田喜代美 小林一男                                   |                              |                                                                   |
| 第12回ジロー・オペラ賞            | 1984年度 | 東敦子              | 岩崎由紀子 工藤博                                     | 釜洞祐子                     | ミシェル・ワッセルマン                                            |
| 第13回ジロー・オペラ賞            | 1985年度 | 松本美和子 山路芳久 | 郡愛子 斉藤忠生                                       |                              | 「祝い歌が流れる夜に」製作・上演関係者 「イリス」製作・上演関係者 |
| 第14回ジロー・オペラ賞            | 1986年度 |                     | 浦野りせ子 郡愛子 市原多朗 鈴木寛一 岡山広幸 原嘉壽子 | 立川澄登                     |                                                                   |
| 第15回ジロー・オペラ賞            | 1987年度 | 出口正子 市原多朗   | 中村邦子 永井和子 下野昇                              | 渡辺美佐子 青山智英子        | 国立音楽大学オペラ委員会                                          |
| 第16回ジロー・オペラ賞            | 1988年度 | 栗林義信            | 田口興輔 折江忠道 多田羅迪夫                          | 斉田正子 吉武由子            |                                                                   |
| 第17回ジロー・オペラ賞            | 1989年度 |                     | 大島洋子 持木文子 高橋啓三                            | 錦織健 福島明也              | 「十二夜」製作・上演関係者                                        |
| 第18回ジロー・オペラ賞            | 1990年度 | 佐藤しのぶ          | 持木弘 佐藤光政                                       | 佐藤ひさら 田代誠            | 日本オペレッタ協会（代表：寺崎裕則）                              |
| 第19回ジロー・オペラ賞            | 1991年度 |                     | 渡辺美佐子 西明美 若本明志 勝部太 星出豊              | 五郎部俊朗 伊達英二 成田勝美 | 「トリスタンとイゾルデ」製作・上演関係者                          |
| 第20回ジロー・オペラ賞            | 1992年度 |                     | 小濱妙美 戸山俊樹 鈴木敬介                            | 塩田美奈子 平松英子 福井敬   |                                                                   |
| 第21回ジロー・オペラ賞            | 1993年度 | 直野資              | 沢畑恵美 三浦克次                                     | 吉田美夏 星洋二              |                                                                   |
| 第22回ジロー・オペラ賞            | 1994年度 | 若杉弘 田口興輔     | 及川貢 釜洞祐子 坂本秀明 稲垣俊也                     |                              | 李揆道 藤沢市民オペラ                                             |
| 第23回ジロー・オペラ賞            | 1995年度 |                     | 岩井理花 牧野正人                                     | 高橋薫子 中村敬一            | 東京オペラプロデュース                                            |
| 第24回ジロー・オペラ賞            | 1996年度 | 曽我栄子            | 緑川まり 松浦健 妻屋秀和                              | 坂本朱 佐野成宏 青戸知       | 東京室内歌劇場                                                    |
| 第25回ジロー・オペラ賞            | 1997年度 | 福島明也            | 下原千恵子 坂本朱 福井敬 堀内康雄                     | 吉田浩之 末吉利行            | 高聖賢                                                            |